# Dom

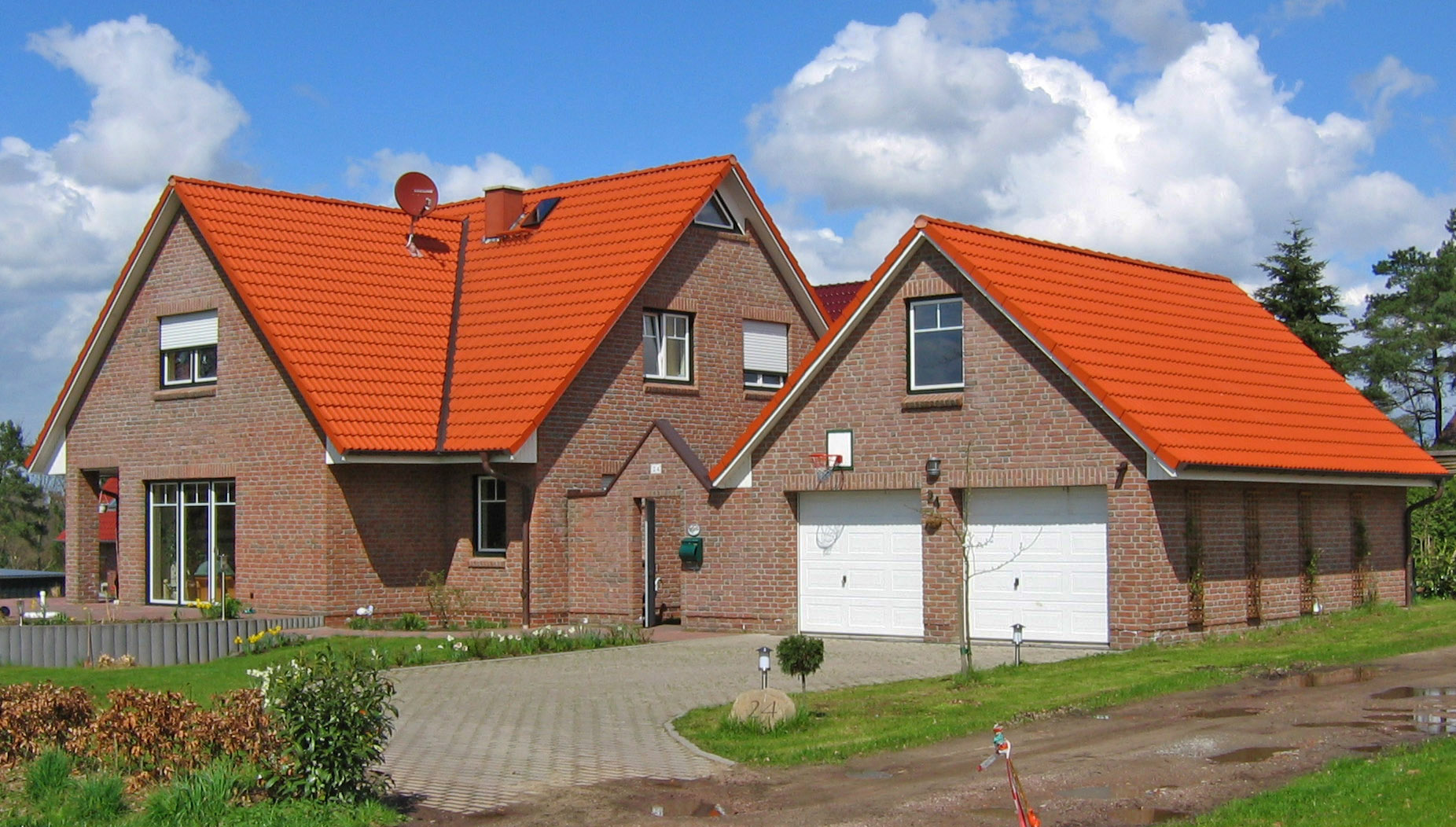
Współczesny dom jednorodzinny

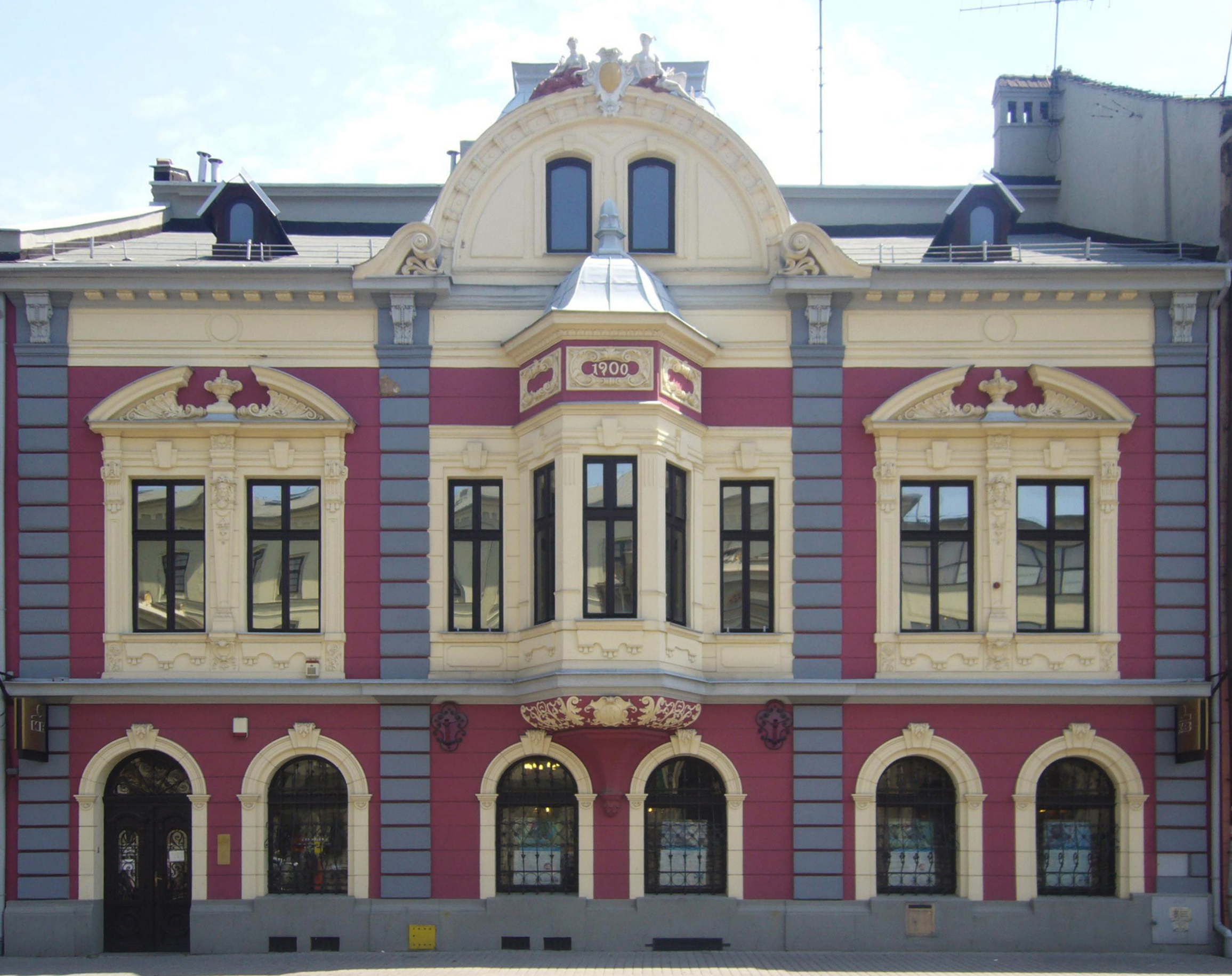
Miejska kamienica

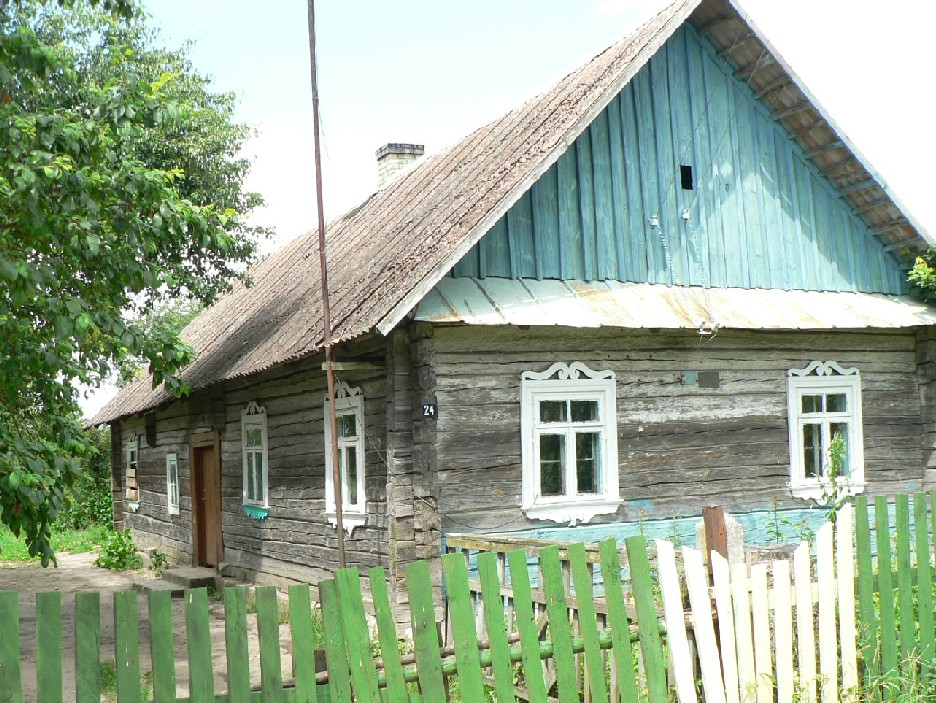
Drewniany dom konstrukcji zrębowej

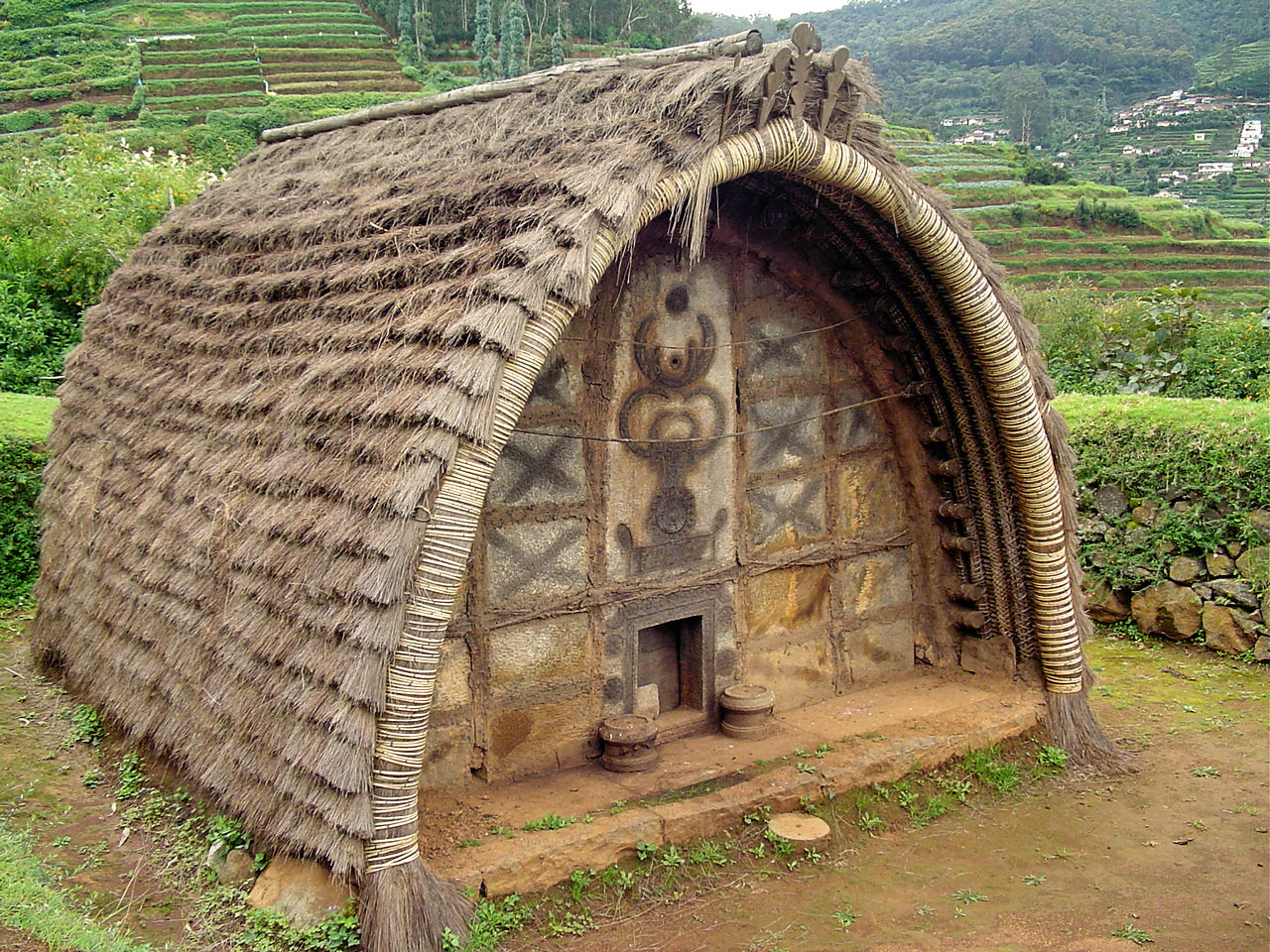
Pokryte strzechą chaty ludu Todów

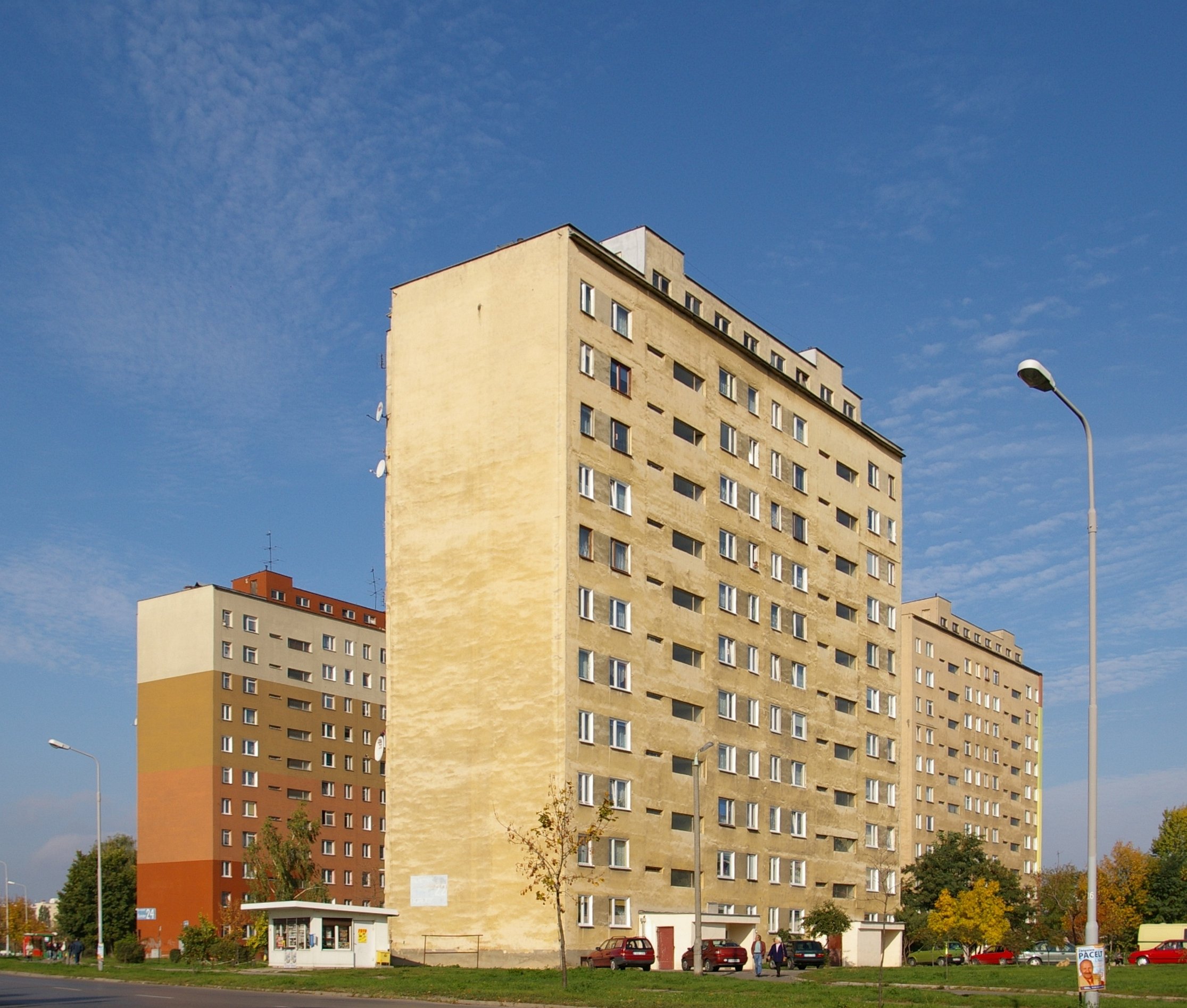
Bloki mieszkalne z wielkiej płyty po II wojnie światowej

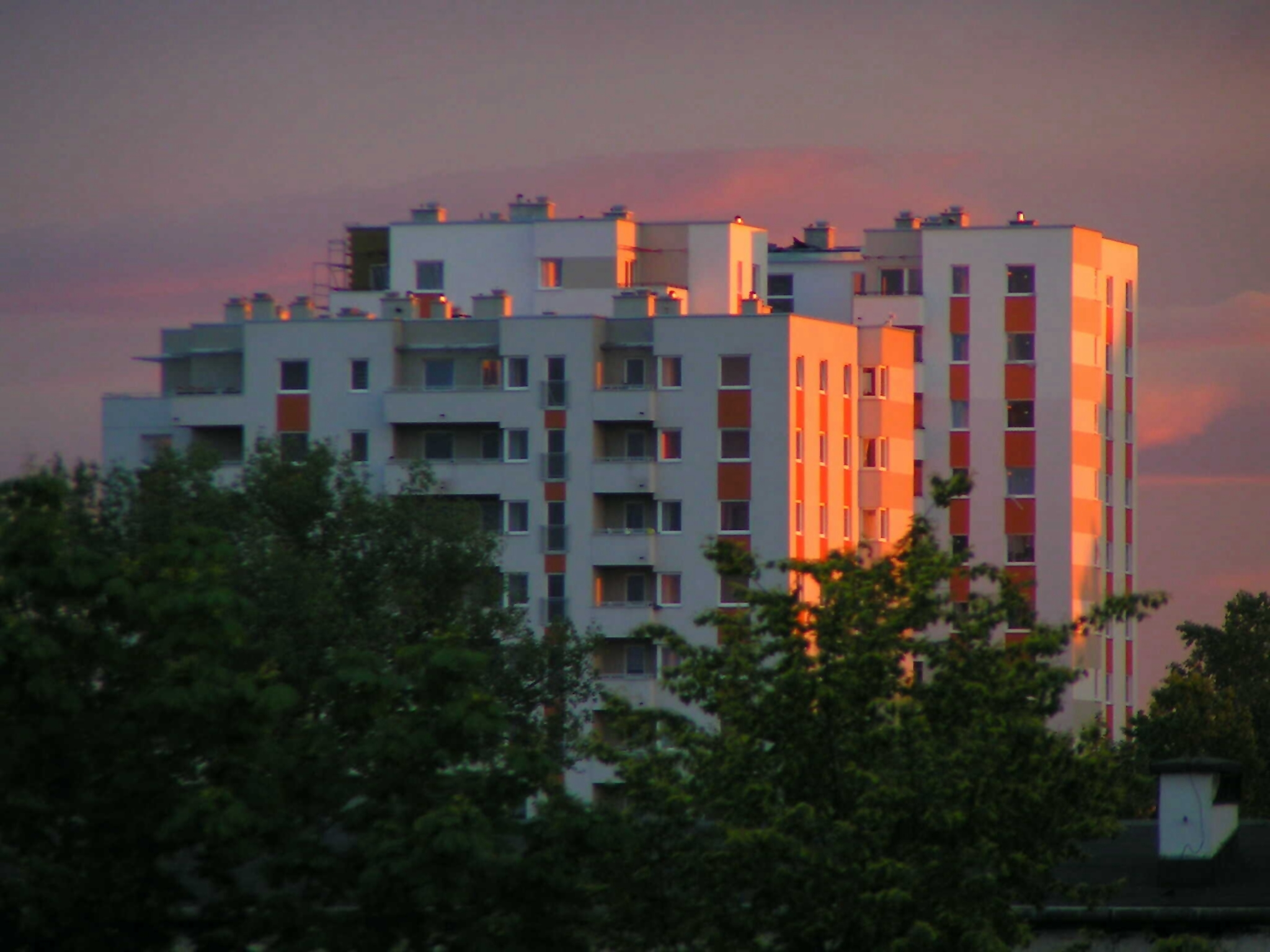
Blok mieszkalny charakterystyczny dla lat 90. XX w., odejście od wielkiej płyty i powrót do cegły. Wciąż jednak wiele anachronicznych elementów architektonicznych takich jak małe okna i brak roślinności na dachach płaskich.

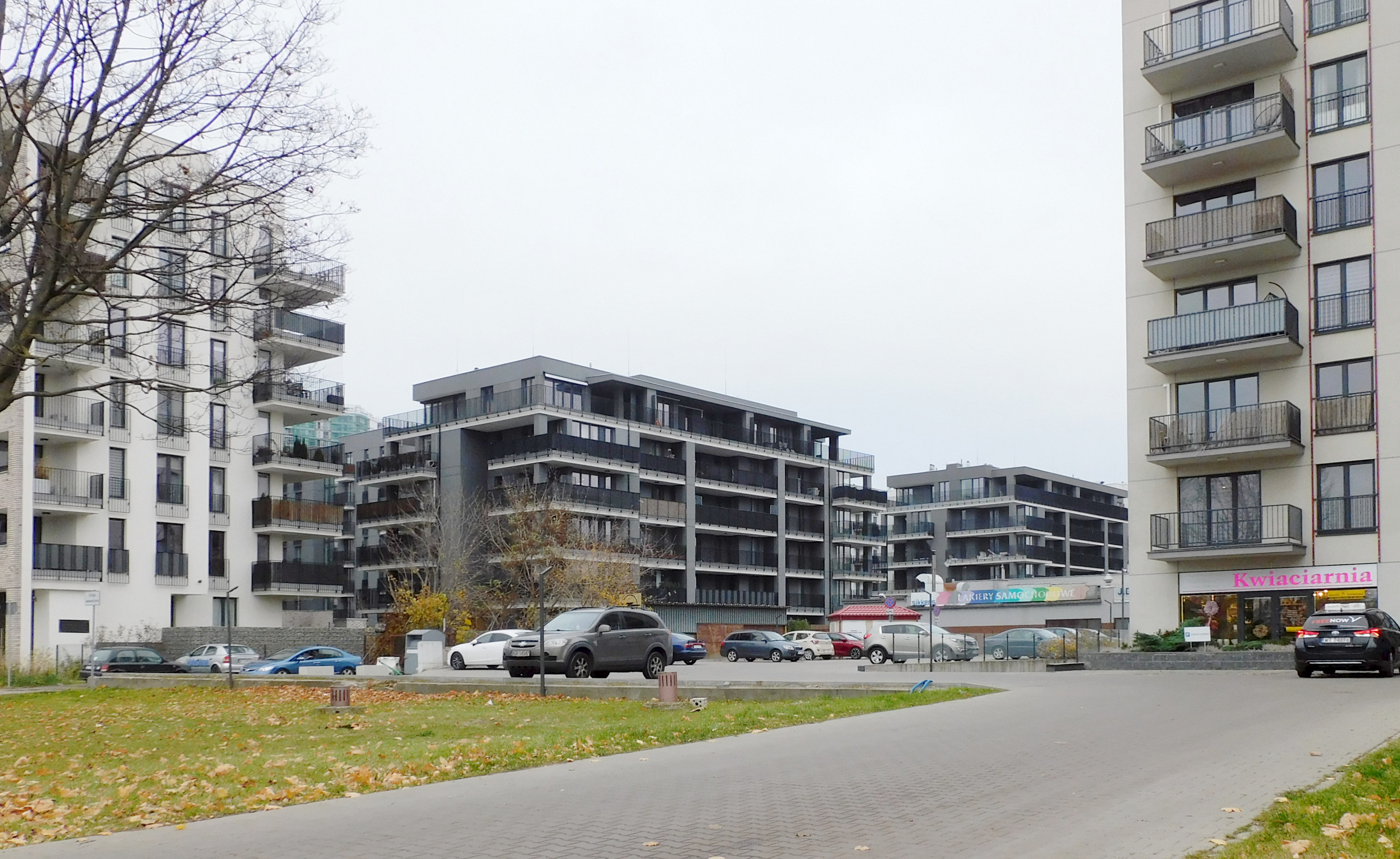
Współczesny blok mieszkalny w Polsce.

Dom – przystosowane przez człowieka pod względem konstrukcyjnym i użytkowym miejsce, przeznaczone do celów mieszkalnych. Współcześnie domem człowieka są: mieszkanie w bloku lub domu wielorodzinnym, dom jednorodzinny, dom dziecka, dom spokojnej starości itp.

## Historia
Najstarszą formą domów były jaskinie (paleolit), później szałasy i ziemianki (mezolit). Pierwsze budowane domy były jednoizbowe (neolit), w epoce brązu i żelaza występują już trzyizbowe (Biskupin). Wznoszono je z gałęzi oblepianych gliną, drewna i kamienia. W okresie starożytnym w Egipcie, Mezopotamii budowano domy z cegieł ręcznie lepionych z gliny i suszonych na słońcu. Były to budynki wieloizbowe, często z dziedzińcem wewnętrznym, wtedy pojawiły się też budynki piętrowe. W Europie, wykształcił się dom grecki i dom rzymski. Wraz z upadkiem cesarstwa rzymskiego nastąpiło załamanie rozwoju budownictwa. Tradycje domu rzymskiego kontynuowała architektura islamu.
W Europie chrześcijańskiej, w okresie wczesnego średniowiecza funkcję domów pełniły warowne zamki i drewniane chaty budowane na terenie grodów i podgrodzi albo jako rozproszone (wieś), na terenach chronionych w sposób naturalny – np. w lesie. W miastach w wieku XIII i XIV dom to przeważnie budynek o drewnianej konstrukcji szkieletowej, które zaczęto zastępować budynkami o ścianach murowanych (budynki w konstrukcji „muru pruskiego” wznoszono jeszcze na początku XX w.). W okresie gotyku w budownictwie miejskim zaczęto wznosić najczęściej dwu-, trzypiętrowe kamienice szczytowe. Parter przeznaczony był na warsztaty rzemieślnicze i sklepiki, piętro służyło jako część mieszkalna, a na poddaszu były magazyny. Począwszy od renesansu, miejskie kamienice zyskują szersze, bogato zdobione fasady z większymi oknami, wzrasta liczba pomieszczeń, wewnątrz budowane są arkadowe dziedzińce. Występują także kamienice z podcieniami i dachy z attykami. Ten typ budownictwa w okresie baroku zaczął pełnić również funkcję miejskich rezydencji przedstawicieli najwyższych warstw społecznych. Kamienice upodobniły się do miejskich pałaców.
Na terenach wiejskich zabudowa warowna przeobraziła się w pałace i dworki szlacheckie.
Budownictwo jednorodzinne wykształciło się w Anglii w XVII w. Kamienice czynszowe pojawiły się na początku XVIII w. w miastach Anglii i Francji (pierwsze domy czynszowe znano już w czasach starożytnych w Grecji i w Rzymie – insula). W czasach dzisiejszych funkcję domów pełnią budynki wielorodzinne (bloki mieszkalne, kamienice) i jednorodzinne.

## Domy współczesne
Budynki wielorodzinne: Le Corbusier propagował ideę masowego budownictwa mieszkalnego w postaci bloków mieszkalnych, z których pierwszy budynek (fr. Unité d’habitation) dla 1600 mieszkańców powstał w Marsylii w 1952. Bloki Le Corbusiera wyposażone w tarasy rekreacyjne zwane także ogrodami na dachach płaskich oraz zapewniające loggię w każdym pokoju i duży metraż przypadający na każdą osobę w mieszkaniu, w przeciwieństwie do oszczędnościowych bloków znanych z państw komunistycznych są jednak powojennym rezultatem twórczego rozwoju architektury przedwojennego modernizmu i wyciągnięcia wniosków z jego błędów w Europie Zachodniej. Jego projekty zabudowy miast opierały się na wyodrębnieniu funkcji mieszkalnej, wypoczynkowej i sfer pracy (biura, zakłady przemysłowe). Domy – jednakowe wieżowce, pozbawione ozdób, o geometrycznych kształtach, sytuowane w pobliżu parków, przeznaczone były dla setek i tysięcy osób. Z tych założeń wywodzą się dzisiejsze osiedla realizowane w Polsce od lat 60. XX w. Od początku lat 90. XX wieku, po zmianie systemu gospodarczego, coraz popularniejsze są domy jednorodzinne. W XXI wieku coraz popularniejsze są tak zwane domy kanadyjskie.
Budynki jednorodzinne budowane są na terenach wiejskich i miejskich jako wolno stojące oraz w zabudowie bliźniaczej (dwa domy posiadające jedną ścianę wspólną), szeregowej (szereg budynków o wspólnych ścianach bocznych), czasem atrialnej (określenie pochodzi od atrium) – są to budynki jednorodzinne, np. o rzucie w kształcie litery „L” lub „C” z wewnętrznymi miniogródkami. Na obszarach miast i osiedli podmiejskich tworzą czasem samodzielne zespoły urbanistyczne z własnymi sklepami, szkołami, ośrodkami zdrowia itp.
Funkcje mieszkalne zaspokajają także budynki takie jak hotele, internaty, koszary.
Poza Europą wykształciły się także inne formy budynków mieszkalnych. Podyktowane to było innymi warunkami klimatycznymi oraz zróżnicowaną dostępnością materiałów do wznoszenia domów.
Ze względu na straty ciepła obecnie budowane domy można podzielić na:
- domy konwencjonalne,
- domy energooszczędne,
- domy pasywne.

Ze względu na pobór energii oraz wody domy możemy podzielić na:
- domy konwencjonalne,
- domy autonomiczne, tzn. takie, które dzięki instalacji do zbierania wody deszczowej, ogrzewaniu słonecznemu, własnym wytwornicom prądu, toaletom kompostującym i użyciu tzw. szarej wody nie wymagają przyłączenia do jakichkolwiek mediów.